# Elecciones presidenciales de Maldivas de septiembre de 2013
Las elecciones presidenciales se llevaron a cabo en Maldivas el 7 de septiembre de 2013. Fueron las segundas elecciones presidenciales bajo la constitución de 2005. Después de ser sorpresivamente forzado a renunciar en un supuesto golpe de Estado a principios del año anterior, Mohamed Nasheed volvió a presentarse como candidato con el fin de recuperar la presidencia. En la primera vuelta obtuvo mayoría simple con el 45% de los votos, programándose una segunda vuelta entre él y el candidato del Partido Progresista de las Maldivas, Abdulla Yameen, para el 28 de septiembre. El presidente interino, Mohammed Waheed Hassan, se presentó a la reelección y obtuvo tan solo el 5% de los votos.
Sin embargo, el 27 de septiembre, el Tribunal Supremo anuló los resultados y ordenó que se realizara una nueva elección. Esta se realizó en noviembre, con una segunda vuelta ese mismo mes, y Abdulla Yameen derrotó a Nasheed con el 51.39% de los votos.

## Resultados
| Candidato                                                      | Partido                             | Votos   | %     |
| -------------------------------------------------------------- | ----------------------------------- | ------- | ----- |
| Mohamed Nasheed                                                | Partido Democrático de las Maldivas | 95,224  | 45.45 |
| Abdulla Yameen                                                 | Partido Progresista de las Maldivas | 53,099  | 25.35 |
| Qasim Ibrahim                                                  | Partido Republicano                 | 50,422  | 24.07 |
| Mohammed Waheed Hassan                                         | Partido Dhivehi Rayyithunge         | 10,750  | 5.13  |
| Votos en blanco/inválidos                                      | Votos en blanco/inválidos           | 2,395   |       |
| Total                                                          | Total                               | 211,890 | 100   |
| Votantes registrados/participación                             | Votantes registrados/participación  | 239,593 | 88.44 |
| Fuente: Government of the Maldives, Government of the Maldives |                                     |         |       |